# 1991 en architecture
| Années de l'architecture : 1988 - 1989 - 1990 - 1991 - 1992 - 1993 - 1994    |
| Décennies de l'architecture : 1960 - 1970 - 1980 - 1990 - 2000 - 2010 - 2020 |

Cet article présente les faits marquants de l'année 1991 en architecture.

## Réalisations
- Rem Koolhaas construit la villa dall'Ava à Saint-Cloud.

## Événement
- Fondation du collectif d'architectes néerlandais MVRDV par Winy Maas, Jacob van Rijs et Nathalie de Vries à Rotterdam.

## Récompenses
- Grand Prix de l'urbanisme : Jean Dellus.
- Grand prix national de l'architecture : Christian Hauvette.
- Prix Pritzker : Robert Venturi.
- Prix de l'Académie d'Architecture de France : Norman Foster.

## Naissances
- x

## Décès
- ? : Louis Arretche (° 12 août 1905).